# Västlig ängstrupial
Västlig ängstrupial (Sturnella neglecta) är en välkänd tätting i familjen trupialer som förekommer i västra Nordamerika.

## Kännetecken

### Utseende
Västlig ängstrupial är en kraftig och långnäbbad trupial med en kroppslängd på 19-21 cm, där hanen är något större än honan. Den känns lätt igen på lysande gul undersida, brun och kraftigt streckad ovansida, ljust ögonbrynsstreck, svart bröstband, kort stjärt med vita sidor och långa ben. Vintertid är den mer dämpad i färgerna. Den är mycket lik sin nära släkting östlig ängstrupial, men denna har mer vitt i stjärten, mer kontrastrikt tecknat huvud, beigefärgade streckade planker (ej vitaktiga fläckade), ljusare kind och mer rostfärgad ovansida.

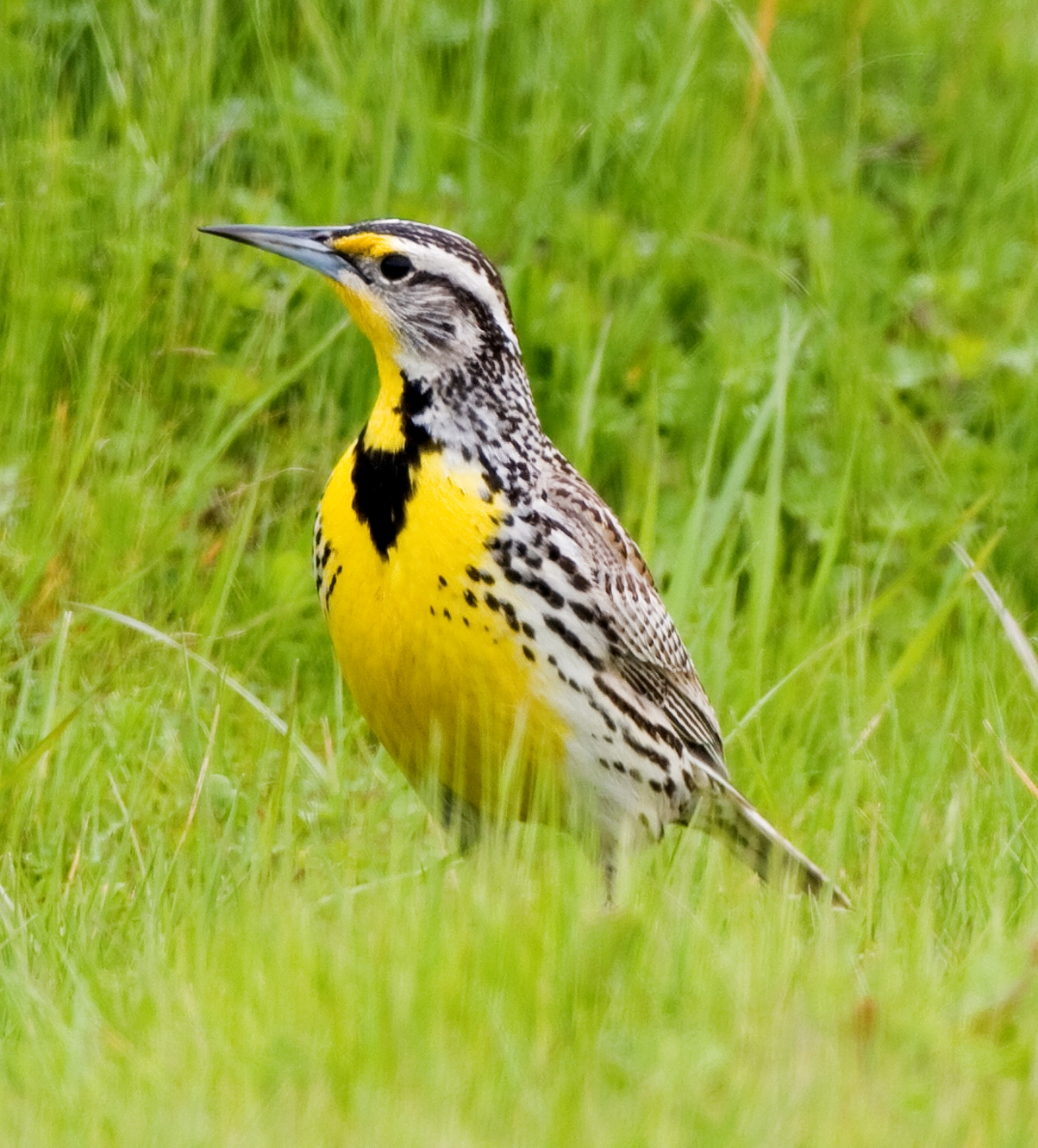
Västlig ängstrupial i häckningsdräkt.

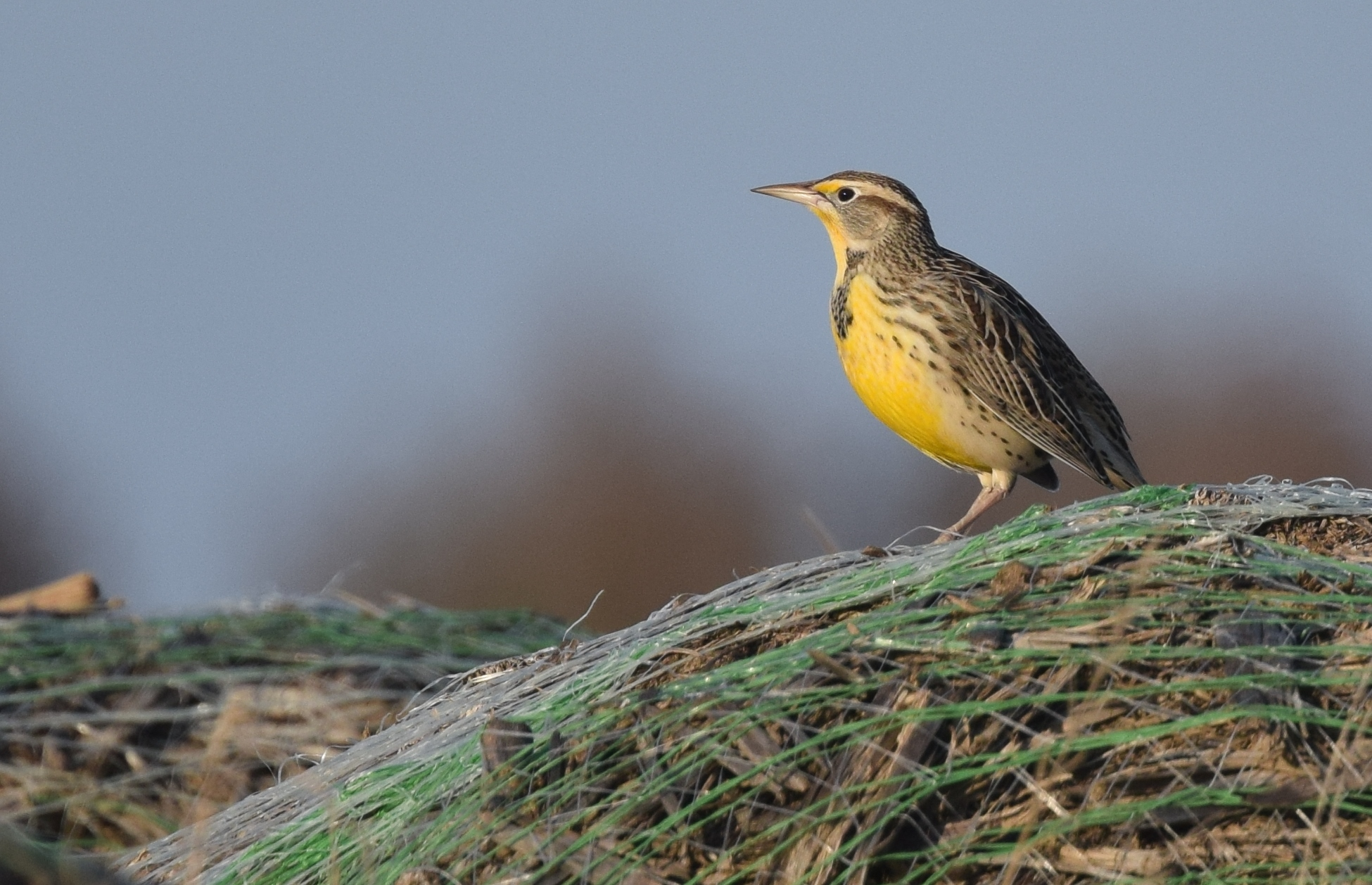
Vinterdräkt.

### Läten
Vår och sommar syns hanen sjunga från stolpar, busktoppar och kraftledningar, en fyllig, bubblande och fallande serie som i engelsk litteratur återges "sleep loo lidi lidiijuvi" och andra varianter. Jämfört med östlig ängstrupial är den mörkare och mindre klar i rösten. Bland lätena hörs ett "pluk" eller ett långsamt skallrande, i flykten ett hurtigt och stigande "veeet".

## Utbredning och systematik
Västlig ängstrupial förekommer i västra Nordamerika. Den behandlas antingen som monotypisk eller delas in i två underarter med följande utbredning:
- Sturnella neglecta confluenta – sydvästra och centrala British Columbia till västra Idaho och södra Kalifornien
- Sturnella neglecta neglecta – sydöstra British Columbia till norra Baja, Texas och Gulfstaterna

Vintertid förekommer den även söderut in i Mexiko och österut i USA till Mississippifloden och Gulfkusten. Den är införd av människan till ön Kauai i Hawaiiöarna där den etablerat en population. Ett fynd finns även från ryska Tjuktjerhalvön i juni 2002.

## Levnadssätt
Västlig ängstrupial förekommer i öppna, arida gräsmarker, mer sällan på odlade fält. Den ses även på ogräsrika vägrenar, intill våtmarker och på alpängar upp till 3000 meters höjd. Vintertid påträffas den i större utsträckning än östlig ängstrupial på mark med mycket sparsam växtlighet.

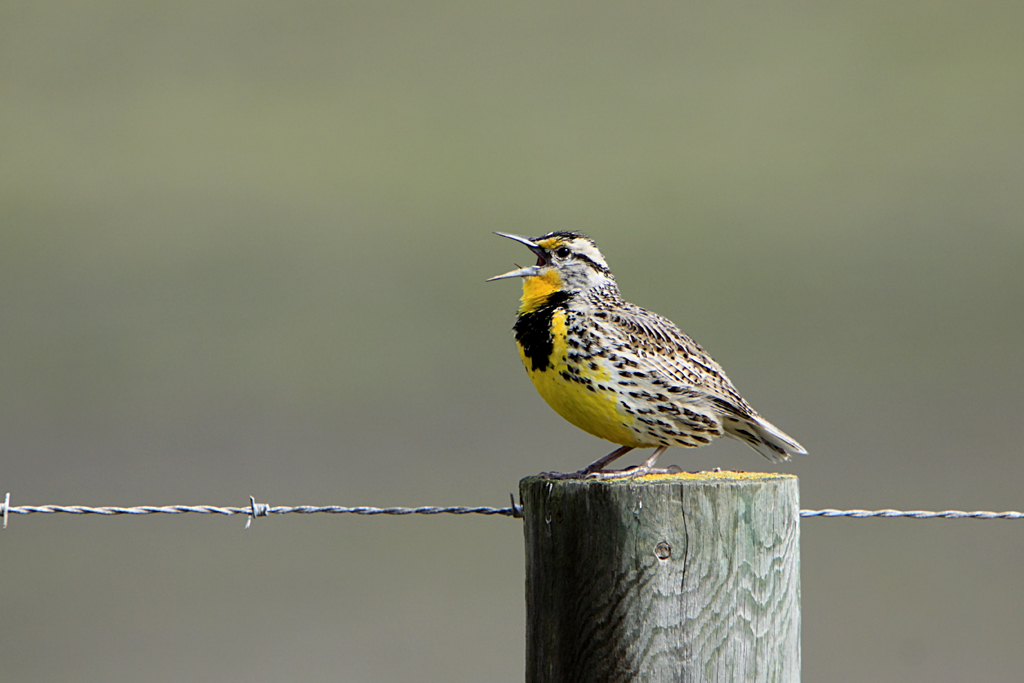

### Föda
Västlig ängstrupial lever av både säd, frön och ryggradslösa djur, med cirka två tredjedelars övervikt av animalisk föda. Födan varierar dock under året, med säd vinter och tidig vår, ogräsfrön på hösten och under sommaren skalbaggar, myror, maskar, gräshoppor och syrsor. Tillfälligt har den även noterats äta ägg från andra fåglar och under hårda vintrar till och med as från trafikdödade djur. Liksom andra trupialer (och starar) födosöker den ofta med en speciell teknik genom att stoppa näbben i marken och sedan med starka muskler tvinga upp ett hål. På så sätt når den insekter och annan föda som andra fåglar inte kommer åt.

### Häckning
Västlig ängstrupial häckar mellan april och augusti i USA, ofta med två kullar. En hane hane har ofta två partners samtidigt. Honan lägger fem till sex vita ägg med rödbruna eller lavendelfärgade fläckar i ett bo på marken och ruvar dessa själv i 13–16 dagar. Ungarna är flygga tio till tolv dagar efter kläckning.

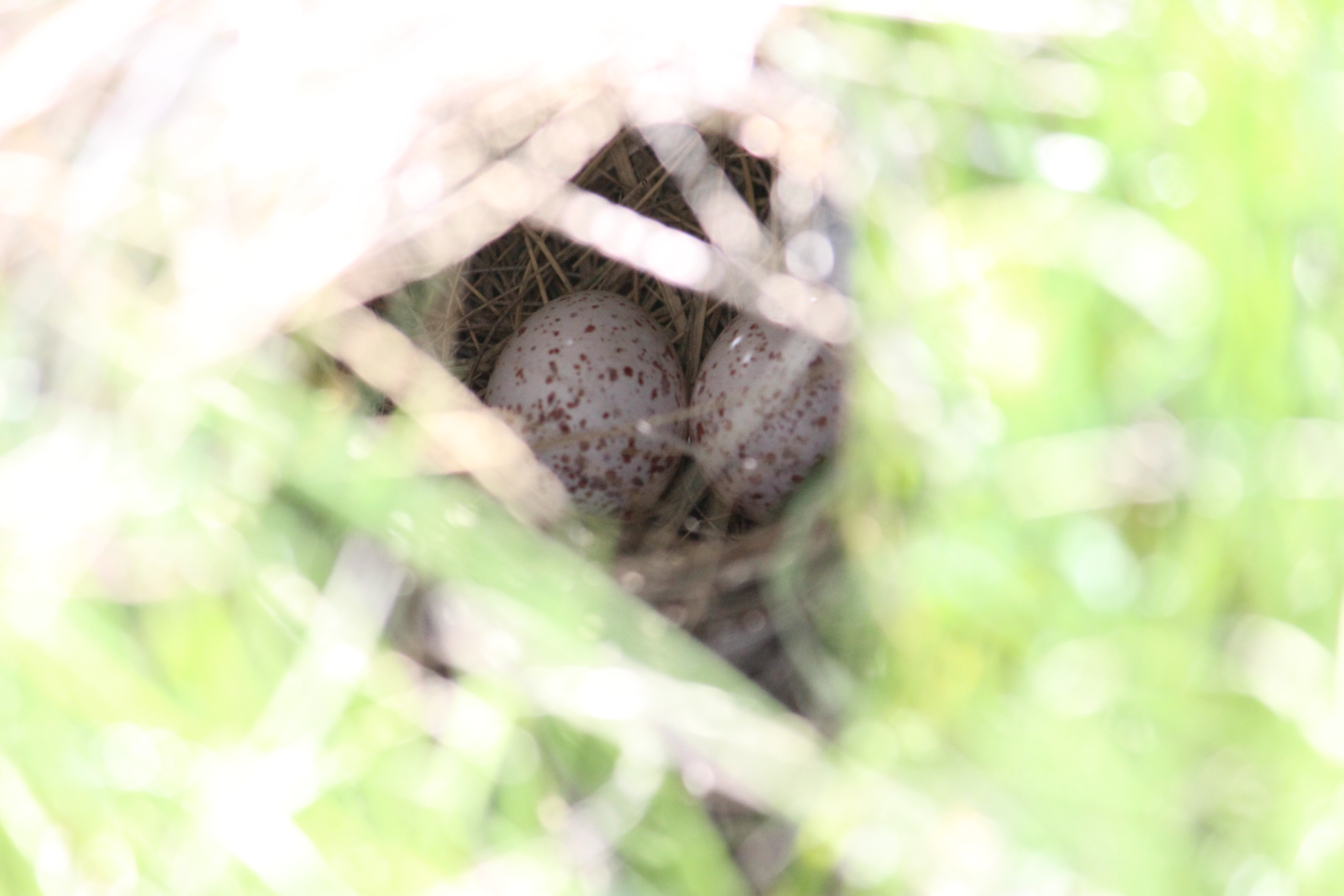
Bo med ägg.

## Status och hot
Arten har ett stort utbredningsområde och en stor population, men tros minska i antal, de senaste femtio åren med nästan 50 %. Dock minskar den inte tillräckligt kraftigt för att den ska betraktas som hotad och internationella naturvårdsunionen IUCN kategoriserar därför arten som livskraftig (LC). Den är fortfarande en mycket vanlig fågel, med en världspopulation på uppskattningsvis 85 miljoner häckande individer.

## I kulturen
Västlig ängstrupial är officiell fågel i hela sex delstater: Kansas, Montana, Nebraska, North Dakota, Oregon och Wyoming.